# Buergeria
Buergeria és un gènere de granotes de la família Rhacophoridae.

## Taxonomia
- Buergeria buergeri
- Buergeria japonica
- Buergeria oxycephalus
- Buergeria robusta